# Rogienice (Sainte-Croix)
Pour les articles homonymes, voir Rogienice.
Rogienice est un village polonais de la gmina (commune) de Włoszczowa dans le powiat (district) de Włoszczowa de la voïvodie de Sainte-Croix.
Il se situe à environ 11 kilomètres au sud-est de Włoszczowa, siège de la gmina, et à 43 km à l'ouest de Kielce, le chef-lieu de la voïvodie de Sainte-Croix. 
Le village de Rogienice se trouve près de Konieczno, voisin aussi avec Ogarka et Boczkowice.

## Histoire
On ne dispose pas de la liste complète d’anciens propriétaires de Rogienice, certains d’entre eux nous sont connus seulement par leurs noms. Pourtant, ça ne fait pas de doutes que tous provenaient, presque sans exception, de la noblesse moyennement riche, qui en principe possédait uniquement ce village, ou parfois aussi le village Ogarka, situé à côté. On peut dire aussi qu’aucun propriétaire n’a fait de carrière politique considérable, parce qu’il n’y a aucune source historique qui le confirme. Apparemment, tous appartenaient à cette masse de la noblesse qui demeurait discrète, loin des querelles politiques, mais qui, en même temps, vivait assez tranquillement et convenablement.

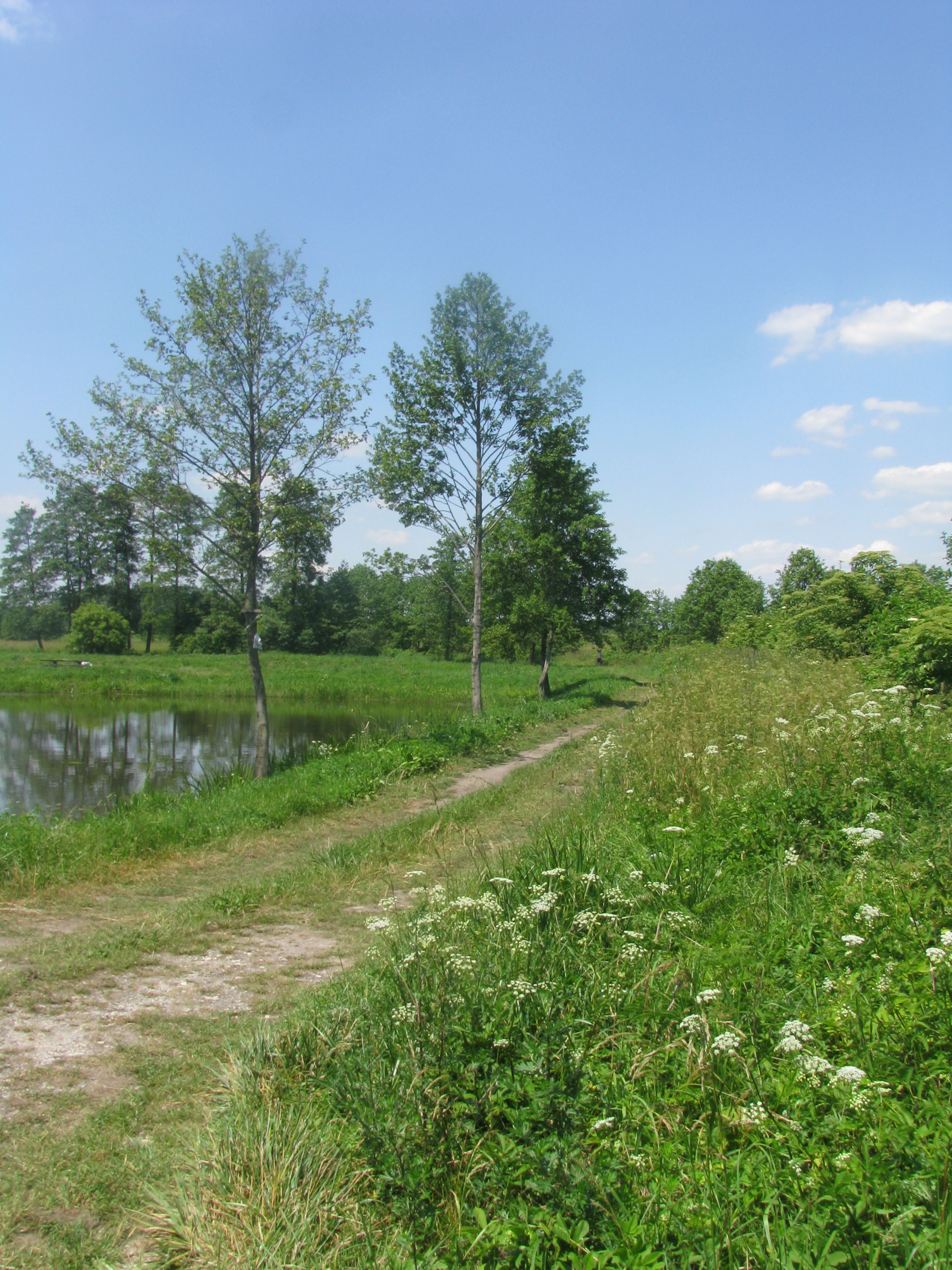
L'été, à proximité des étangs

La plupart des villages polonais ont été construits entre le XIIe siècle et le XIIIe siècle et entre le XVIe siècle et le XVIIe siècle. Il faut chercher les débuts de Rogienice pendant cette première période, bien que le village ait été mentionné pour la première fois dans des sources écrites en 1352. Ce qui plaide pour l’apparition antérieure à cette date est le nom du village. Il a été formé à partir du nom slave « Rogin » ou « Rogina », qui étaient utilisés au temps des premiers Piast. Le nom actuel ne correspond pas à cette explication, mais il ne faut pas oublier qu’autrefois Rogienice s’appelait « Roginice ». On écrivait le nom aussi « Rogynice », « Rogynicze » et « Roginicze ». Sa forme primitive signifiait que c’était un village habité par les gens de Rogin et les propriétaires du village étaient ses descendants.
Aujourd’hui, Rogienice est divisé en quatre parties : Piekło (en français : L’Enfer), Pod Ogarką (en français : près d’Ogarka), Sachalin (appelée aussi Sachalina) et Lasek (en français : Le Bois). Piekło se trouve au centre du village, à droite de la route venant de Konieczno et il est la prolongation de la route venant d’Ogarka. Son nom est ambigu. Il peut provenir de l’enfer même, alors il pouvait être la partie du village considérée mauvaise, pour une raison quelconque. Piekło pouvait être aussi l’endroit où on fabriquait du goudron. Piekło signifiat autrefois en français : goudron. Le nom Pod Ogarką indique les bâtiments qui se trouvent à proximité de ce village. Sachalin à son tour est un nom qui fait allusion à l’île russe Sakhaline (en polonais : Sachalin). Les cas comme celui-ci sont nombreux dans la toponymie et leur signification est diverse. Ici, comme dans d’autres villages où on rencontre ce nom, il signifie la partie la plus périphérique. Lasek (appelé aussi Losek en patois) est un petit hameau de Rogienice, situé à côté du chemin menant à Gościniec (le nom signifie en français : la pension ou «un chemin large»), parallèle à la route vers le village Bebelno,.
En 1540, Rogienice ne comptait que trois fermiers qui cultivaient quatre « lans » de champs. En 1827, le village comptait 21 maisons et 126 habitants. En 1893, il y avait déjà 40 maisons (avec un manoir) et 268 habitants, dont 14 Juifs. Juste avant le déclenchement de la Seconde Guerre mondiale, Rogienice comptait 393 habitants et en 2003, 232 habitants.